# Cortland (New York)
Cortland je grad u američkoj saveznoj državi New York. Prema popisu stanovništva iz 2010. u njemu je živjelo 19.204 stanovnika.